# Michael Fant (skådespelare)
Johan Michael Fant, född 11 september 1928, död 25 juni 1967 i Stockholm, var en svensk köpman och skådespelare.
Han omkom i en båtolycka utanför Möja i Stockholms skärgård. Fant hittades efter fyra dagar.
Han var son till borgmästare Gunnar Fant och halvbror till professor Gunnar Fant.

## Filmografi
- 1949 – Pippi Långstrump
- 1951 – Tull-Bom
- 1952 – Under svällande segel
- 1953 – Gycklarnas afton

## Teater

### Roller (ej komplett)
| År   | Roll    | Produktion                             | Regi            | Teater      |
| ---- | ------- | -------------------------------------- | --------------- | ----------- |
| 1951 | Denis   | Vem är Sylvia? Terence Rattigan        | Martha Lundholm | Vasateatern |
| 1952 | Hodgson | Regn John Colton och Clemence Randolph | Martha Lundholm | Vasateatern |